# Episodi di The Border (seconda stagione)
La seconda stagione della serie televisiva The Border è stata trasmessa in anteprima in Canada dalla CBC tra il 29 settembre 2008 e il 22 dicembre 2008.
| nº | Titolo originale      | Titolo italiano | Prima TV Canada   | Prima TV Italia |
| -- | --------------------- | --------------- | ----------------- | --------------- |
| 1  | Stop Loss             |                 | 29 settembre 2008 |                 |
| 2  | Target of Opportunity |                 | 6 ottobre 2008    |                 |
| 3  | Floral Tribute        |                 | 13 ottobre 2008   |                 |
| 4  | Nothing to Declare    |                 | 20 ottobre 2008   |                 |
| 5  | Peak Oil              |                 | 27 ottobre 2008   |                 |
| 6  | Prescriptive Measures |                 | 3 novembre 2008   |                 |
| 7  | Articles of Faith     |                 | 10 novembre 2008  |                 |
| 8  | The Sweep             |                 | 17 novembre 2008  |                 |
| 9  | Good Intentions       |                 | 24 novembre 2008  |                 |
| 10 | Double Dealing        |                 | 1º dicembre 2008  |                 |
| 11 | Unacceptable Risk     |                 | 8 dicembre 2008   |                 |
| 12 | Shifting Waters       |                 | 15 dicembre 2008  |                 |
| 13 | Going Dark            |                 | 22 dicembre 2008  |                 |